# Carl Jonsson (motorcykelförare)
Carl Oskar Jonsson, efter sin födelseby vanligen kallad Bograngen, född 8 juli 1893 i Södra Finnskoga församling, Värmlands län, död 15 januari 1979 i Ulricehamn, var en svensk motorcykelförare.
Jonsson, som var anställd som verkmästare i Älmhult, vann sina största framgångar på Rex vid rundbane- och backtävlingar. Han vann nordiska mästerskapet i backe individuellt och i lag 1929 och 1933 och på rundbana 1932. På Solvalla segrade han vidare i C-klassen våren 1929, hösten 1931 samt våren och hösten 1933. Åren 1931 och 1933 blev han trea i C-klassen i Sveriges TT och 1931 trea i Sveriges GP på Saxtorp. Jonsson slutade tävla 1937.